# Sonny Gandee
Sherwin Kenneth „Sonny“ Gandee (* 27. Februar 1929 in Akron, Ohio, USA; † 21. Juli 2013 in Grosse Ile, Michigan) war ein US-amerikanischer American-Football-Spieler in der National Football League (NFL). Er spielte unter anderem bei den Detroit Lions.

## Spielerlaufbahn
Sonny Gandee studierte von 1948 bis 1951 an der Ohio State University für deren Footballmannschaft, die Ohio State Buckeyes, er als Defensive End spielte. Im Jahr 1950 gewann Gandee mit seiner Mannschaft den Rose Bowl. Nach der Saison 1951 spielte Gandee 1952 im Senior Bowl. In diesem Spiel traten die besten College-Football-Spieler des Nordens der USA gegen die besten Spieler des Südens an.
1952 wurde Gandee von den Detroit Lions in der neunten Runde an 106. Stelle gedraftet und danach sofort an die neugegründeten Dallas Texans abgegeben. Noch im Laufe der Saison wechselte Gandee zurück nach Detroit und spielte mit Yale Lary und Jack Christiansen als Defensive End in der Defense der Mannschaft. Im gleichen Jahr gewann er mit seinem Team das NFL-Meisterschaftsspiel gegen die Cleveland Browns mit 17:7. Im folgenden Jahr konnten die Lions ihren Titel verteidigen und gewannen im NFL Endspiel erneut gegen die Browns mit 17:16. Im Jahr 1956 wechselte Gandee auf die Position eines Linebackers. Nach 53 Spielen in der NFL beendete er nach dieser Saison seine Laufbahn.

## Nach der Laufbahn
Unmittelbar nach seiner Laufbahn betrieb Sonny Gandee ein Restaurant, danach arbeitete er in der Automobilindustrie. Im Jahr 1966 wurde er in die Summit County Sports Hall of Fame aufgenommen. Nachdem er sich zur Ruhe gesetzt hatte, lebte er bis 2008 in Naples, Florida und zog danach nach Gibraltar um. Seine erste Ehefrau starb im Jahr 2008. Mit ihr hatte er eine Tochter und einen Sohn. Sonny Gandee, der nach dem Tod seiner ersten Frau erneut geheiratet hatte, starb am 21. Juli 2013.